# Sông Ea Thul
Sông Ea Thul hay sông Ea Tul là phụ lưu bên bờ trái của sông Ea Pa (sông Ba) trong hệ thống sông Ba. Sông Ea Thul chảy ở huyện Kbang và Ia Pa tỉnh Gia Lai, Việt Nam .
Sông Ea Thul dài 52 km, diện tích lưu vực 335 km², mã sông là "06 25".

## Dòng chảy
Sông Ea Thul khởi nguồn từ các suối 13°35′12″B 108°40′00″Đ / 13,586704°B 108,666693°Đ ở xã Ia Tul huyện Kbang tỉnh Gia Lai, chảy uốn lượn theo hướng nam-tây nam.
Sau đó sông là ranh giới giữa xã Ia Tul và xã Chư Mố, huyện Ia Pa tỉnh Gia Lai. Sang xã Ia Broăi sông đổi hướng nam và ở thôn Jứ Ama Nai đổ vào sông Ea Pa.